# Каролина Мухова
Каролина Мухова (чеш. Karolína Muchová; рођена 21. августа 1996) чешка је тенисерка.

## Каријера
Најбољи пласман на светској ВТА ранг-листи у појединачној конкуренцији јој је 10 место, постигнуто дана 21. августа 2023. Мухова је стигла до четири финала на ВТА турнирима (август 2023), и освојила једну титулу на Отвореном првенству Кореје 2019.
Професионално игра од 2013. године. Мухова је 2019. стигла до свог првог великог четвртфинала на Вимблдону. На Отвореном првенству Аустралије 2021. стигла је до полуфинала победивши тада светску број 1 Ешли Барти, али је потом изгубила од Џенифер Брејди. На Отвореном првенству Француске 2023. стигла је до свог првог великог финала победивши 2. тенисерку света Арину Сабаленку у полуфиналу након велике борбе, потом је у финалу поражена од Пољакиње Иге Свјонтек.

## Финала гренд слем турнира (1)

### Појединачно (1)

#### Финалисткиња (0:1)
| Година | Турнир      | Противница у финалу | Резултат      |
| 2023.  | Ролан Гарос | Ига Свјонтек        | 2:6, 7:5, 4:6 |